# Tillandsia 'Kia Ora'
Tillandsia 'Kia Ora' es un  cultivar híbrido del género Tillandsia perteneciente a la familia  Bromeliaceae.
Es un híbrido creado en el año 1997 con las especies Tillandsia mallemontii × Tillandsia  seleriana.